# Museu de Santa Helena
O Museu de Santa Helena é museu localizado em Jamestown, capital do território ultramarino britânico de Santa Helena, Ascensão e Tristão da Cunha que está situada na ilha de Santa Helena. Trata-se de um dos dois museus da ilha; o outro é a Longwood House, a casa onde Napoleão Bonaparte residiu durante seu encarceramento em Santa Helena.
O museu é administrado pela Saint Helena Heritage Society. Está alojado em um edifício de pedra datado do final do século XVIII, local onde funcionou a antiga central elétrica, no sopé da Escada de Jacó (a Jacob's Ladder). Foi inaugurado pelo governador David Hollamby oficialmente em 21 de maio de 2002, como parte das celebrações do quinto centenário da descoberta da ilha de Santa Helena.